# RA 10 (Italië)
De RA 10 of Raccordo autostradale 10 Torino-Caselle is een autosnelweg in Italië. De RA10 vormt de verbinding tussen Turijn en de luchthaven in Caselle Torinese. De RA10 is 10,6 kilometer lang. 